# Acipenser
Acipenser is een geslacht van vissen uit de familie van de steuren. Het vormt het grootste geslacht binnen de orde van de steurachtigen. 
Steuren voeden zich voornamelijk met bodemorganismen zoals wormen, weekdieren en kreeftachtigen. De opvallendste fysieke kenmerken zijn de heterocerkale staart, de onderstandige mond en de vijf overlangse rijen beenplaten op het lichaam. Sommige soorten kunnen tot drie meter lang en honderd jaar oud worden.
De meeste soorten zijn anadroom, wat betekent dat ze het grootste deel van hun leven in zee te vinden zijn. Om te paaien trekken ze echter de rivieren op. De jongen blijven ongeveer drie jaar in de rivier voordat ze naar de zee trekken. 
De steur is vooral bekend van de kaviaar, de onbevruchte eitjes. Daarnaast wordt de steur nog gebruikt voor zijn vlees, leder, olie en voor de productie van vislijm. De meeste steursoorten zijn sterk bedreigd door overbevissing, migratiebarrières, habitatverlies en watervervuiling.

## Soorten
- Acipenser baerii Brandt, 1869 – Siberische gladbuiksteur
- Acipenser brevirostrum Lesueur, 1818 – Kortsnuitsteur
- Acipenser dabryanus Duméril, 1869[1]
- Acipenser fulvescens Rafinesque, 1817
- Acipenser gueldenstaedtii Brandt & Ratzeburg, 1833 – Diamantsteur
- Acipenser medirostris Ayres, 1854
- Acipenser mikadoi Hilgendorf, 1892
- Acipenser naccarii Bonaparte, 1836 – Adriatische steur
- Acipenser nudiventris Lovetsky, 1828 – Slatdicksteur
- Acipenser oxyrinchus Mitchill, 1815 – Atlantische steur
- Acipenser persicus Borodin, 1897
- Acipenser ruthenus Linnaeus, 1758 – Sterlet
- Acipenser schrenckii Brandt, 1869 – Amoersteur
- Acipenser sinensis Gray, 1835
- Acipenser stellatus Pallas, 1771 – Spitssnuitsteur
- Acipenser sturio Linnaeus, 1758 – Europese steur
- Acipenser transmontanus Richardson, 1836 – Witte steur